# Шотода
Шотода — село в Хунзахском районе республики Дагестан.
Образует сельское поселение село Шотода как единственный населённый пункт в его составе.

## География
Село расположено на Хунзахском плато, на реке Шототатляр.

## Население
| 1888 | 1895 | 1926 | 1939 | 1970 | 1989 | 2002 |
| ---- | ---- | ---- | ---- | ---- | ---- | ---- |
| 228  | ↗231 | ↗250 | ↗287 | ↘182 | ↘122 | ↗293 |
| 2010 | 2012 | 2013 | 2014 | 2015 | 2016 | 2017 |
| ↗358 | ↗363 | ↗372 | ↗379 | ↗382 | ↘381 | ↗384 |
| 2018 | 2019 | 2020 | 2021 | 2023 | 2024 | 2025 |
| ↗385 | ↘377 | ↗378 | ↗391 | ↘382 | →382 | ↗385 |

## Известные уроженцы
- Меджидова, Сидрат Меджидовна — Народная артистка Дагестана.
- Магомедов, Зиявудин Гаджиевич — крупный бизнесмен и председатель совета директоров группы компаний «Сумма».
- Магомедов, Магомед Гаджиевич —  российский предприниматель, член Совета Федерации Федерального Собрания РФ.
- Айтберов, Айтбер Магомедович — доктор педагогических наук, профессор.